# Listă de frameworkuri PHP
Aceasta este o listă de frameworkuri pentru dezvoltarea de aplicații web în PHP:
- Akelos PHP Framework
- Atomik Framework
- BareBonesMVC
- Caffeine
- CakePHP
- Canvas Framework
- CJAX
- Chisimba
- CodeIgniter
- Drupal
- epesi
- exGate PHP Framework
- FUSE
- Horde
- Joomla!
- Kohana
- Knickers
- LightVC Framework Arhivat în 9 septembrie 2008, la Wayback Machine.
- MODx
- Nicotine Framework Arhivat în 17 august 2023, la Wayback Machine.
- PHP For Applications
- php.MVC
- PHPNuke
- PHPOpenbiz
- PRADO
- Qcodo
- QPHP Framework
- Seagull PHP Framework
- SilverStripe
- Simplicity PHP framework
- SiteSupra
- SpherusPHP Framework Arhivat în 14 aprilie 2012, la Wayback Machine.
- Symfony
- Tigermouse
- Thule New Generation of PHP Framework Arhivat în 19 septembrie 2008, la Wayback Machine.
- Trax PHP Framework
- TYPO3
- Xataface
- XOOPS
- Zend Framework
- Zikula
- Zoop Framework
- PEAR